# Montricher-Albanne
Montricher-Albanne ist eine Gemeinde in den Savoyen in Frankreich. Sie gehört zur Region Auvergne-Rhône-Alpes, zum Département Savoie, zum Arrondissement Saint-Jean-de-Maurienne und zum Kanton Saint-Jean-de-Maurienne. Sie entstand mit Wirkung vom 1. Januar 1970 durch die Fusion der bisherigen Gemeinden Montricher-le-Bochet und Albanne. Sie grenzt im Nordwesten an Villargondran, im Norden an Saint-Julien-Mont-Denis, im Nordosten an Saint-Martin-de-la-Porte, im Osten und im Süden an Valloire, im Südwesten an Albiez-Montrond und im Westen an Albiez-le-Jeune. Die Bewohner nennen sich die Montrichelains, Albanois und Bouinats.

## Bevölkerungsentwicklung
| Jahr                       | 1962 | 1968 | 1975 | 1982 | 1990 | 1999 | 2008 | 2014 | 2021 |
| -------------------------- | ---- | ---- | ---- | ---- | ---- | ---- | ---- | ---- | ---- |
| Einwohner                  | 498  | 456  | 352  | 447  | 564  | 596  | 694  | 386  | 477  |
| Quellen: Cassini und INSEE |      |      |      |      |      |      |      |      |      |